# Jakub Słowik
Jakub Słowik (* 31. srpna 1991 Nowy Sącz) je polský fotbalista.

## Klubová kariéra
S kariérou začal v Jagiellonia Białystok v roce 2010. Během své kariéry hrával za Pogoń Szczecin a Śląsk Wrocław. V roce 2019 přestoupil do Vegalta Sendai.

## Reprezentační kariéra
Słowik odehrál za polský národní tým v roce 2013 celkem 1 reprezentační utkání.

## Statistiky
| Polsko | Polsko | Polsko |
| Roky   | Záp.   | Góly   |
| ------ | ------ | ------ |
| 2013   | 1      | 0      |
| Celkem | 1      | 0      |